# Semiothisa subminata
Semiothisa subminata là một loài bướm đêm trong họ Geometridae.